# Ferrer Bassa
Ferrer Bassa, parfois mentionné sous le nom de Jaume Ferrer Bassa, sans doute né vers 1285 à Les Gunyoles, village d'Avinyonet del Penedès, et mort en 1348 à Barcelone, est un peintre et miniaturiste de la Couronne d'Aragon, actif à Saragosse et Barcelone entre 1324 et 1348.

## Biographie
Les témoignages concernant la vie de Ferrer Bassa décrivent un libertin bon vivant, que certains historiens ont qualifié de « Fra Filippo Lippi catalan ». En 1315, Jacques II d'Aragon, à l'initiative de son épouse Marie de Chypre, accorde son pardon à Ferrer Bassa pour une affaire l'accusant de l'agression de trois jeunes filles. Son nom apparaît également en 1320 à Les Gunyoles pour diverses offenses, valant à Bernat de Fonollar de lui confisquer ses biens et de le condamner à un exil temporaire.
Ferrer Bassa se rend en Italie entre 1325 et 1332 ; il aurait visité la Toscane et les monastères d'Assise. De retour en Aragon, il peint pour le roi Alphonse IV (qui meurt en 1336) et son successeur Pierre IV. Son œuvre atteste qu'il a eu connaissance de celle de Giotto, mais on ignore si les deux peintres se sont rencontrés, ou si cette influence s'est exercée de manière indirecte.
Ferrer Bassa dirige l'« atelier des Bassa » où travaillent d'autres peintres, notamment son fils Arnau Bassa, le maître de l'Escrivà, le maître de Baltimore et Ramon Destorrents. Il est souvent difficile de déterminer quel est l'auteur de certaines œuvres, mais on attribue à Arnau Bassa le retable de saint Marc de la collégiale basilique de Sainte-Marie de Manresa. Le maître de l'Escrivà et le maître de Baltimore ont quant à eux contribué en grande partie aux miniatures des deux volumes du Décret de Gratien et à quelques ornementations du Llibre Verd (recueil de documents juridiques et administratifs relatifs à la ville de Barcelone, commencé en 1346).
Ferrer et Arnau Bassa meurent en 1348, probablement de la peste. Ramon Destorrents succède à Ferrer Bassa comme peintre du roi d'Aragon.

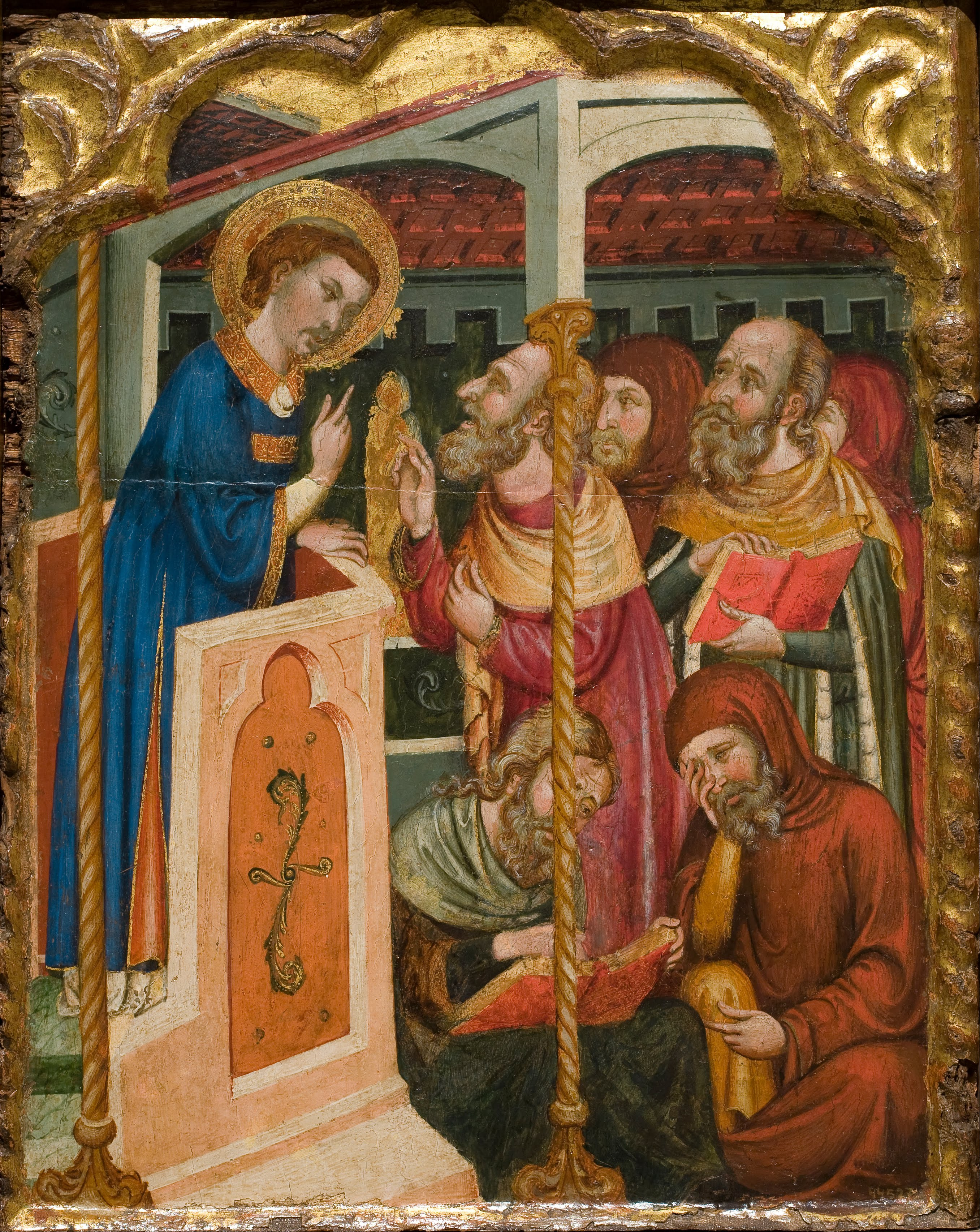
Entourage de Ferrer et Arnau Bassa, Saint Étienne et les Juifs, tempera et feuille d'or sur bois, 1340-1360, Musée national d'art de Catalogne.
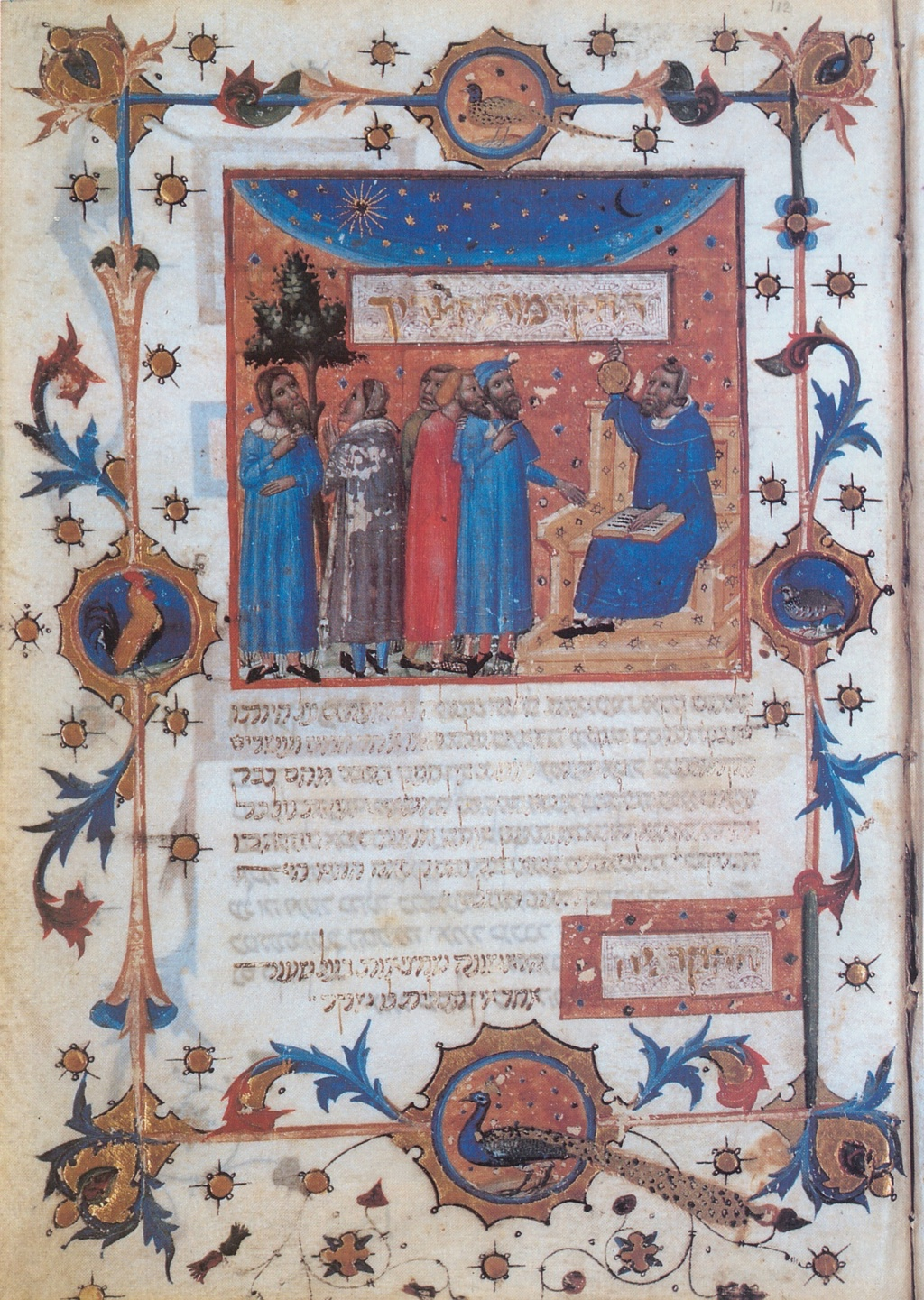
Miniature pour le Guide des égarés.